# Вустерский музей искусств
Вустерский музей искусств (англ. Worcester Art Museum, сокр. WAM) — художественный музей в США, находящийся в городе Вустер. Второе по размерам после Бостонского музея изящных искусств собрание изобразительного искусства в штате Массачусетс и всей Новой Англии.

## История музея
Музей был организован в 1896 году по инициативе местного предпринимателя Стивена Солсбери, пожертвовавшего земельный участок на строительство здания, и ряда его друзей. В 1898 году он открылся для посетителей во вновь построенном здании. Первоначально собрание в основном состояло из гипсовых копий античной и средневековой скульптуры, а также коллекции японской гравюры в 5000 экземпляров, в 1905 году после смерти Солсбери оно пополнилось его коллекцией, включавшей в основном американскую живопись.
В то же время в дальнейшем Вустерский музей значительно пополнил свои коллекции благодаря разумной фондовой политике. Так, это был первый музей в США, приобретавший работы Моне и Гогена. В 1930-е годы наряду с Лувром, Дамбартон-Окс, Балтиморским музеем изящных искусств и Принстонским университетом Вустерский музей стал одним из организаторов раскопок древней Антиохии, в результате чего в его коллекцию поступил ряд мозаик. Тогда же была приобретена и перевезена в США, где пристроена к основному зданию музея, часовня бенедиктинского аббатства Сен-Жан близ Пуатье во Франции, построенная в XII веке.
В 1972 году из музея были похищены две работы Гогена, а также картины Пикассо и Рембрандта, однако кража была раскрыта, и картины возвращены в экспозицию.

## Собрание музея
В фондах музея, помимо античной мозаики и скульптуры, полнее всего представлено искусство импрессионистов и постимпрессионистов, в том числе Моне, Ренуара, Гогена, Сезанна, Ван Гога, Пикассо, а также американская живопись (работы Гилберта Стюарта, Томаса Коула, Уинслоу Хомера, Джона Сарджента, Джорджа Беллоуза) и английская живопись (в том числе  «Шахматисты» Джеймса Норткота). 
Из более ранней живописи музей обладает произведениями Эль Греко и Рембрандта; живопись XX века представлена в том числе Василием Кандинским, Францем Клайном и Джексоном Поллоком. Также хранится большая коллекция японской гравюры.